# ヴァンジュール (モニター)
| 画像をアップロード | |
| 艦歴               | |
| 発注               | ブレスト海軍造船所 |
| 起工               | 1875年 |
| 進水               | 1878年 |
| 就役               | 1882年 |
| 退役               | |
| その後             | 解体処分 |
| 除籍               | 1905年 |
| 前級               | タンペート |
| 次級               | トナン |
| 性能諸元（竣工時） | |
| 排水量             | 常備：4,635トン |
| 全長               | 73.6m |
| 全幅               | 17.6m |
| 吃水               | 5.79m |
| 機関               | 型式不明石炭専焼円缶4基 +型式不明レシプロ機関2基2軸推進                                                                |
| 最大出力           | 2,000hp |
| 最大速力           | 10.7ノット |
| 航続距離           | -ノット/-海里（石炭:118トン）                                                                                          |
| 乗員               | 174名 |
| 兵装               | カネー 34cm（18口径）連装砲1基 オチキス 4.7mm機砲2基 オチキス 3.7cm（23口径）ガトリング機砲6基 35.6cm魚雷発射管単装2門 |
| 装甲               | 鉄製 舷側：457mm（最大厚） 甲板：-mm（主甲板） 主砲塔：368mm バーベット部：368mm 司令塔：-mm（最大厚）                 |

ヴァンジュール (Vengeur) は、フランス海軍のブレストワーク・モニター。トンペット級。フランス海軍の正式名称は「装甲海防艦（ガルド・コート・キュイラッセ）」である。

## 艦形
船体形状は乾舷の低い平甲板型船体となっている。水面部が衝角で突出した艦首から艦首甲板に34cm砲を2門収めた連装主砲塔が1基、その背後に主砲の射界を妨げないように幅の狭い上部構造物が始まり、
司令塔を組み込んだ艦橋の背後に主ミリタリーマストと1本煙突が立ち、その周囲は艦載艇置き場となっており、艦載艇は2本1組のボート・ダビッドが片舷に2組ずつ計4組で運用された。

## 参考図書
- 「Conway All The World's Fightingships 1860-1905」（Conway）
- 「Conway All The World's Fightingships 1906–1921」（Conway）
- 「世界の艦船増刊第38集　フランス戦艦史」（海人社）